# 리선섬
리선섬(베트남어: Lý Sơn)은 행정 구역상 리선현(베트남어: Huyện Lý Sơn / 縣理山)이며 베트남 남중부 지방 꽝응아이성의 현이다.

## 행정 구역
리선현은 3사를 관할하고 있다.

### 사
- 안빈 사 (Xã  An Vinh)
- 안빈 사 (Xã An Binh)
- 안하이 사 (Xã An Vinh)

## 갤러리

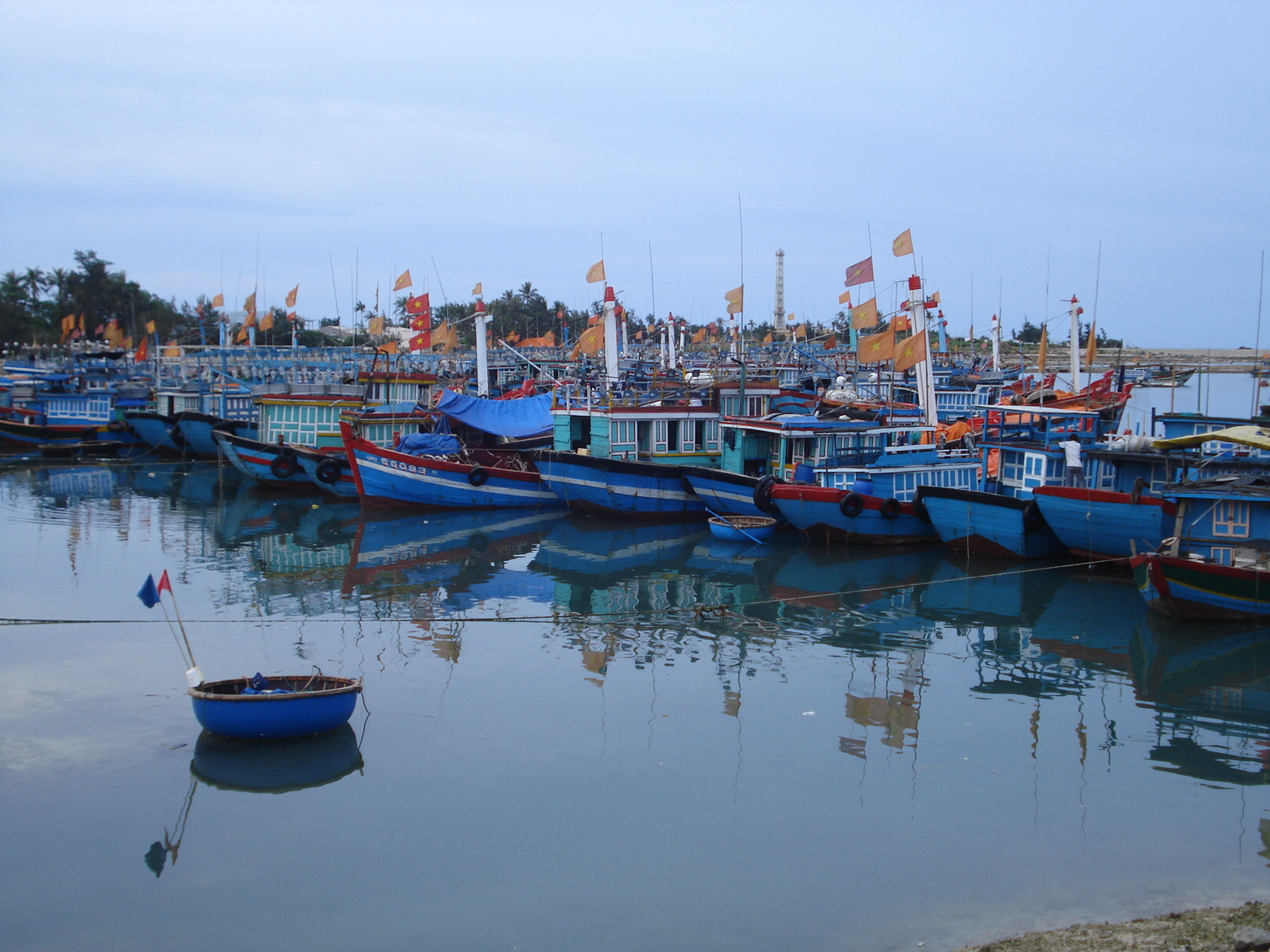
어촌 마을의 어선
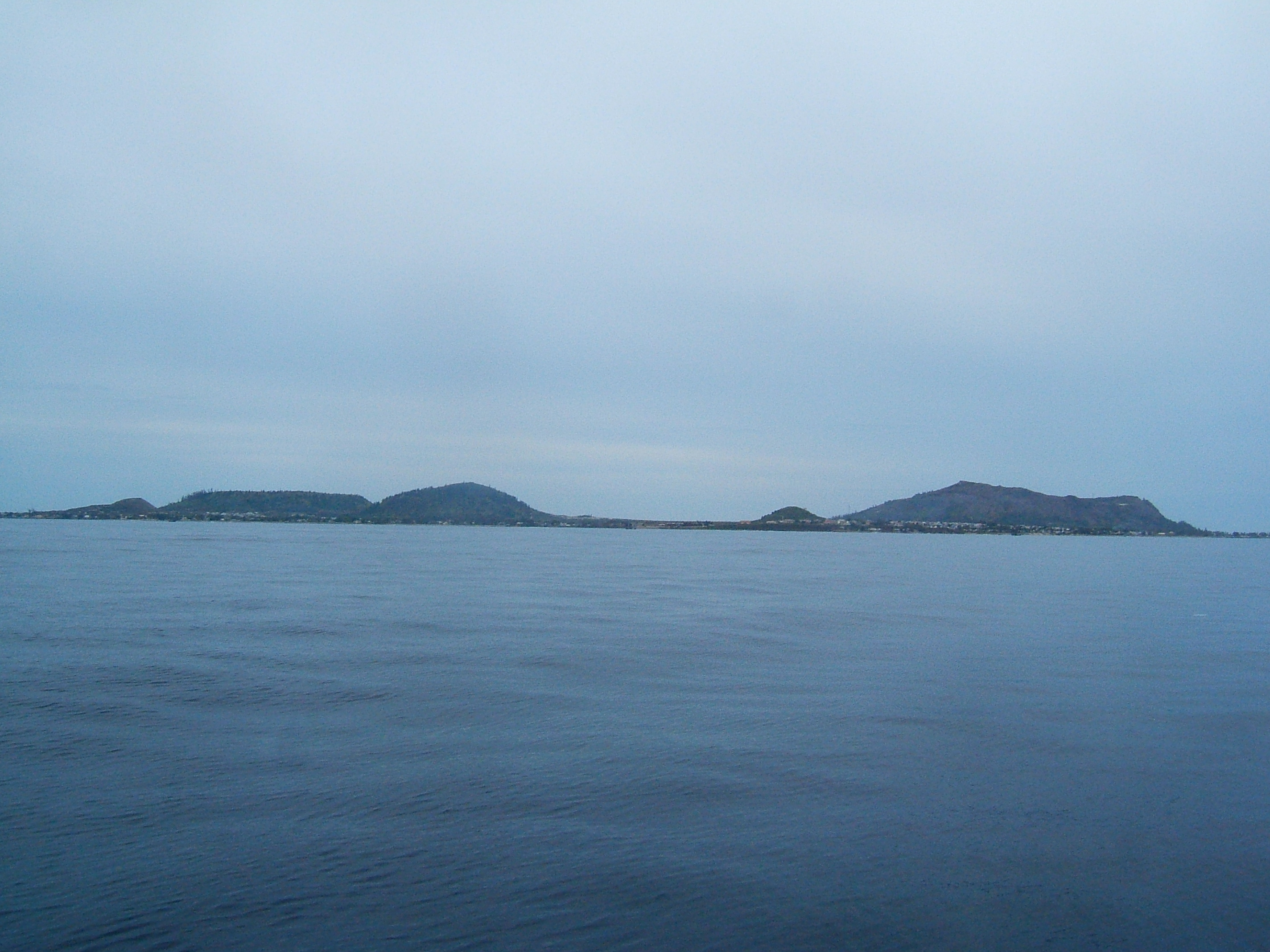
리선섬 원거리샷1
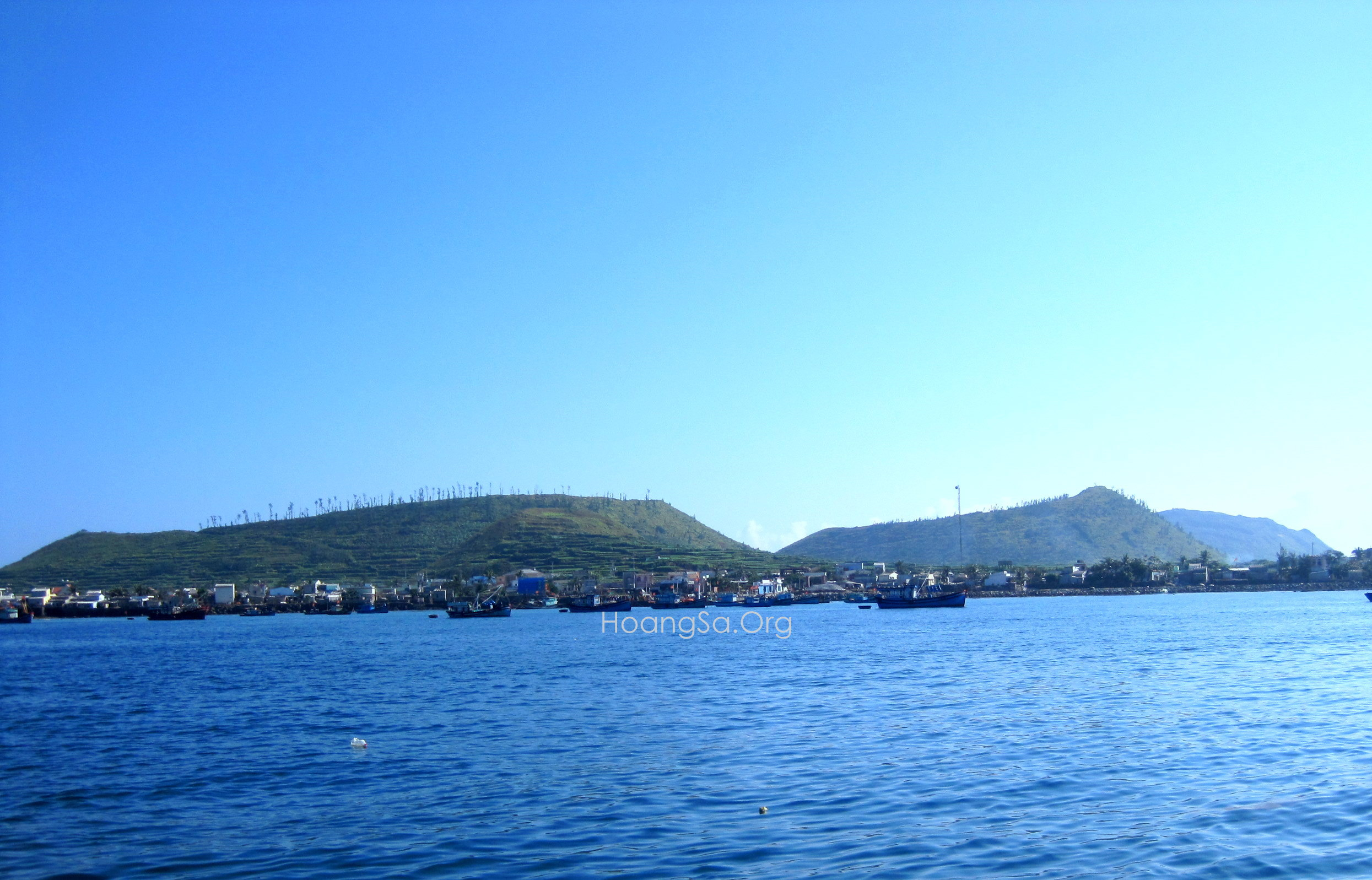
리선섬 원거리샷2
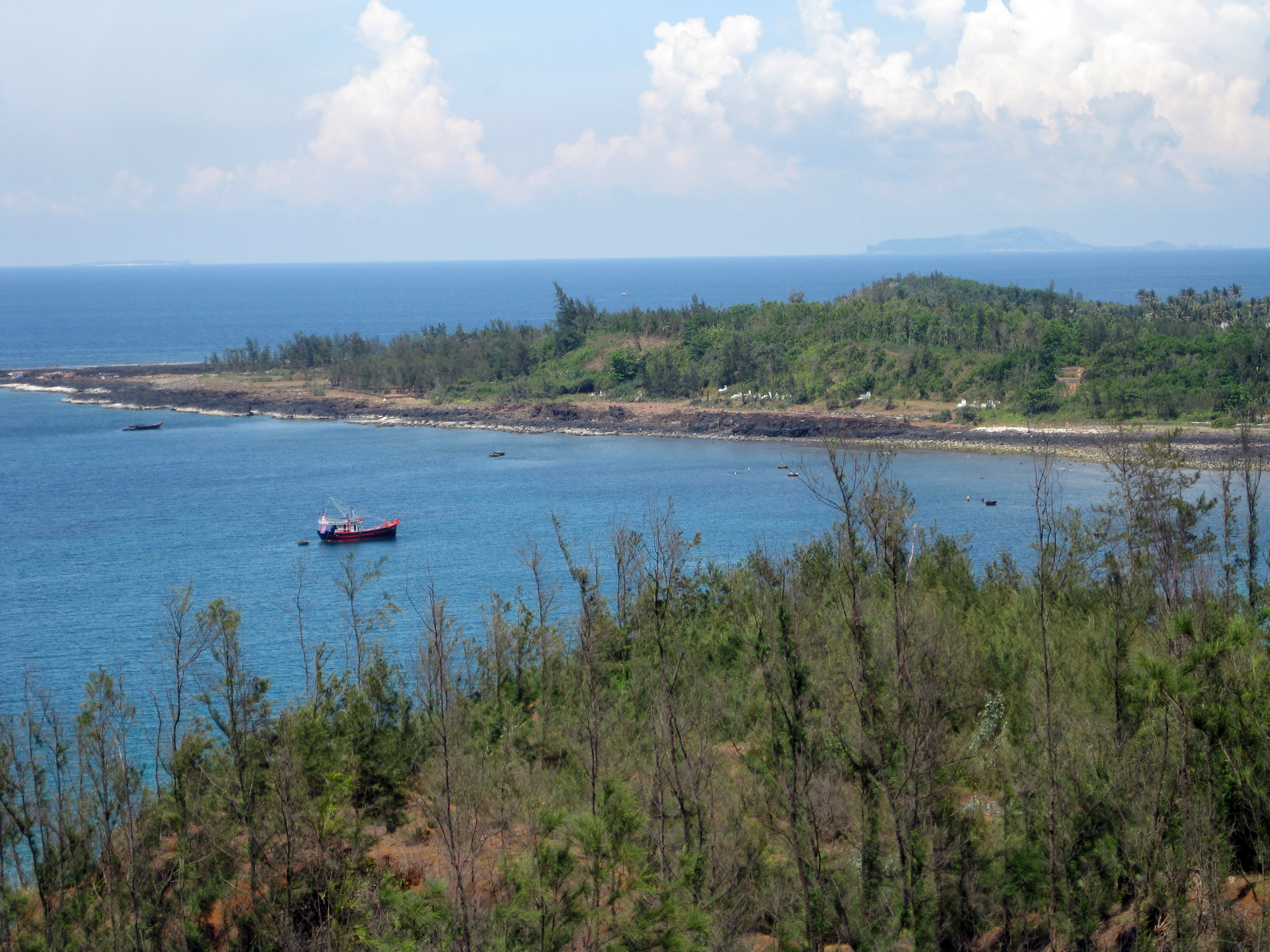
레투이 해변
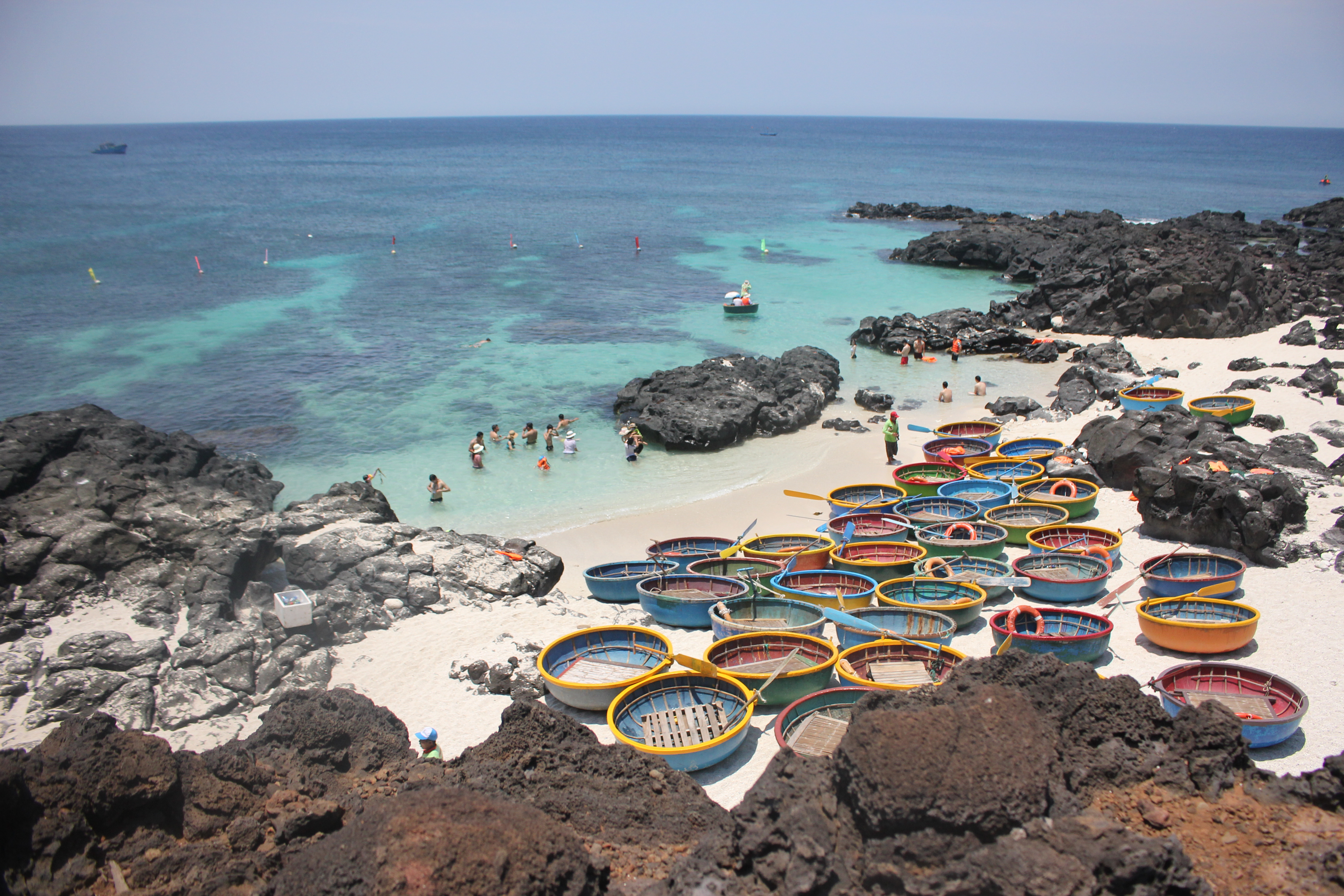
베리선섬 해변
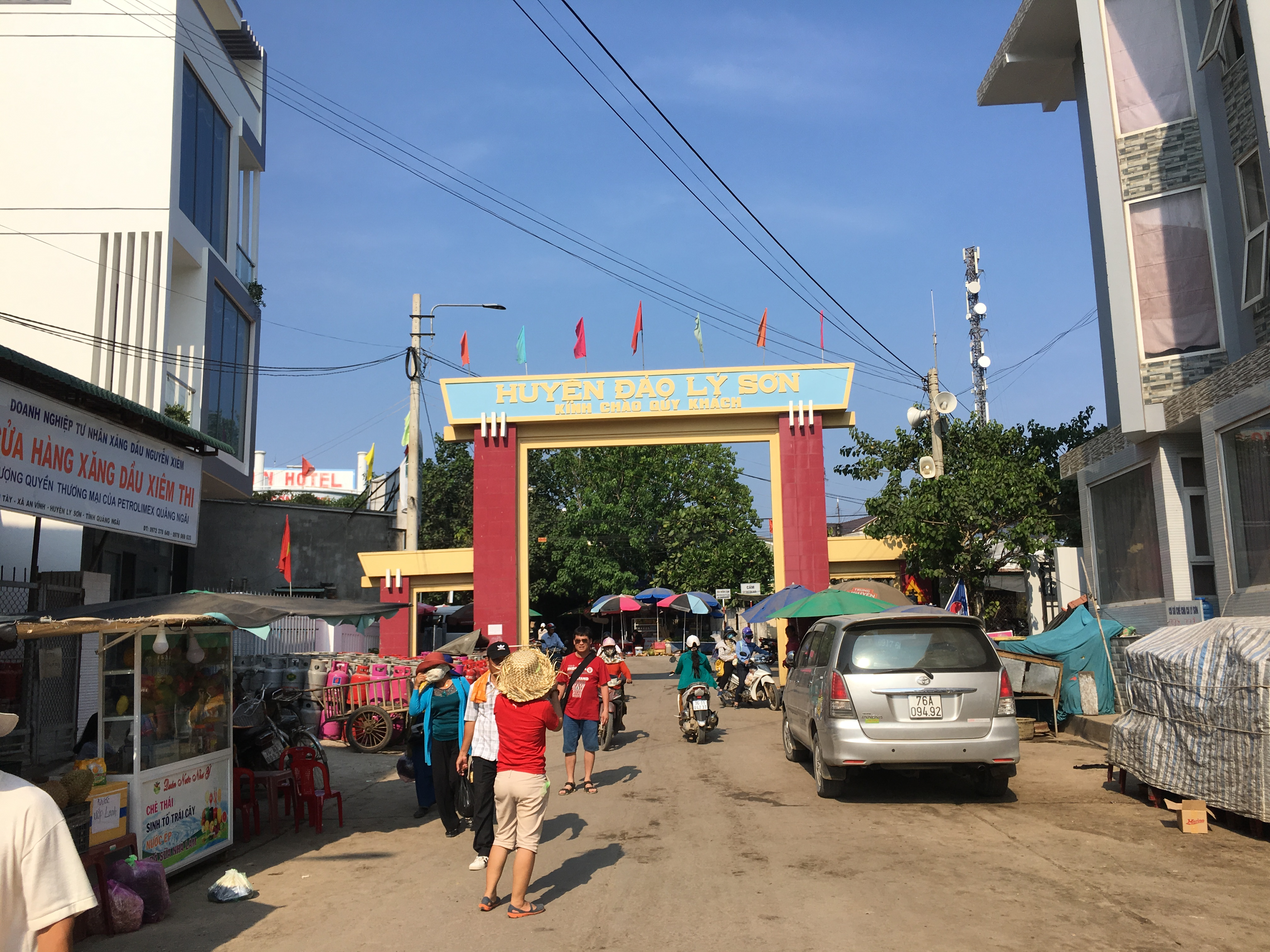
리선섬 환영 문구